# Microterys longiclavatus
Microterys longiclavatus är en stekelart som beskrevs av Xu 2000. Microterys longiclavatus ingår i släktet Microterys och familjen sköldlussteklar. Inga underarter finns listade i Catalogue of Life.